# Gustav Thaler
Gustav Thaler (* 21. November 1909; † 6. Dezember 1963) war ein österreichischer Fußballspieler und Fußballtrainer, der während der Zeit des Wunderteams im Nationalteam zum Einsatz kam.

## Vereinskarriere
Thaler gab sein Debüt in der höchsten Spielklasse im Jahr 1929, als er beim FC Nicholson als linker Außenläufer eingesetzt wurde. In den beiden folgenden Saisonen etablierte er sich bei den Favoritnern und wurde zum Stammspieler. 1932 trat er dem amtierenden Meister SK Admira Wien bei, wo er jedoch nur wenige Monate blieb und zur Rückrunde zum Wiener AC wechselte. Auch bei der Pratermannschaft konnte er sich einen Fixplatz in der Läuferreihe sichern, wo er an der Seite von Georg Braun und Rudolf Kubesch spielte.
Als der WAC Mitte der 1930er Jahre in ernsthafte wirtschaftliche Schwierigkeiten geriet, kehrte Thaler zu seinem Stammverein zurück, der mittlerweile den Namen gewechselt hatte und als FC Wien antrat. Dort wurde er nun in der Verteidigung eingesetzt, wo er zunächst mit Karl Schneider und dann mit Josef Hassmann die Defensive bildete. Die Favoritner gehörten zum Mittelbau der Liga und belegten 1937/38 den siebenten Platz, welcher eigentlich zum Klassenerhalt gereicht hätte, durch die Neuorganisation der höchsten Spielklasse nach dem Anschluss Österreichs und die damit verbundene Aufnahme von Provinzmannschaften musste der Verein aber absteigen. Thaler wechselte zu einem der neuen Erstligisten, nämlich zum RB Wacker Wiener Neustadt, den er aber schon nach einer halben Saison wieder verließ. 
Danach schloss sich Thaler dem First Vienna FC an, wo er zunächst an der Seite von Willibald Schmaus spielte, jedoch auf Grund der Konkurrenz durch Nationalspieler wie Otto Kaller und später Karl Bortoli bald keinen Stammplatz mehr hatte. Trotzdem gehörte er während der Kriegsjahre dreimal zum Kader der in der Meisterschaft siegreichen Viennamannschaft. Als Kriegsgastspieler wirkte Thaler längere Zeit bei Wilhelmshaven 05.

## Nationalmannschaft
Im Juni 1931 fand ein Repräsentativspiel gegen die Schweizer Fussballnationalmannschaft statt, in welchem Thaler für den verletzten Roman Schramseis eingewechselt wurde. Das Spiel endete mit 2:0 und wurde vom ÖFB in den 1970er Jahren zu einem offiziellen Länderspiel erklärt. Damit scheint Thaler in den heutigen Statistiken als Nationalspieler der Wunderteam-Ära auf. In den späten 1930er Jahren kam er auch einmal in der Ostmarkauswahl und mehrfach im Wiener Städteteam zum Einsatz.

## Trainerkarriere
In den 1950er Jahren arbeitete Thaler als Trainer beim SC Olympia 33 und konnte innerhalb von nur sechs Jahren fünf Meistertitel mit den Penzingern erreichen. Dabei führte er den Verein von der sechsten bis in die höchste Spielklasse, wo zunächst auch der Klassenerhalt geschafft wurde. Thaler wurde jedoch als Trainer abgelöst und betreute ab 1960 vier Jahre lang den Zweitligisten FC Stadlau.

## Erfolge
- 3× österreichischer Meister: 1942, 1943 und 1944
- 1× österreichischer Zweitligameister: 1957 (als Trainer)
- 1 Spiel für die österreichische Fußballnationalmannschaft: 1931

## Trivia
Sein gleichnamiger Sohn, Gustav Thaler jun. (* 28. Dezember 1948), war ebenfalls als Fußballspieler aktiv, unter anderem bei Sturm Graz, Austria Salzburg, Hannover 96 und Schwarz-Weiß Bregenz. Gustav Thaler sen. verstarb am 6. Dezember 1963 und wurde am 10. Dezember auf dem Friedhof Kagran (Grab 12/6/23) bestattet.